# Funky Monks
Pour plus de détails, voir Fiche technique et Distribution.
Funky Monks est un film américain réalisé par Gavin Bowden, sorti en 1991.

## Synopsis
Le documentaire suit le groupe de rock Red Hot Chili Peppers et l'enregistrement de leur album Blood Sugar Sex Magik qui contient une chanson portant le même titre. Cet album, produit par Rick Rubin, a été enregistré dans une maison prétendument hantée qui est désormais la propriété du producteur. Dans ce film, Anthony Kiedis raconte que c'est ici que les Beatles, en compagnie de Jimi Hendrix ont pris du LSD pour la première fois.
Tout au long des 60 minutes du documentaire, filmé en noir et blanc, nous sommes les témoins de l'enregistrement d'un grand nombre de titres de l'album mais aussi d'autres chansons qui n'y figurent pas mais qui sortiront quelques années plus tard comme Soul to Squeeze. On retrouve aussi une partie de ce documentaire dans le clip de Suck My Kiss, single sorti en 1992.

## Fiche technique
- Titre : Funky Monks
- Réalisation : Gavin Bowden
- Scénario :
- Photographie : Gavin Bowden
- Montage :
- Production : Christopher Cathcart
- Société de production :
- Pays :  États-Unis
- Genre : Documentaire
- Durée : 60 minutes
- Dates de sortie : 
  -  États-Unis : 25 septembre 1991 (Los Angeles)

## Sortie
À l'origine, Funky Monks est sorti en VHS mais est ressorti depuis en DVD. Pour l'anecdote, les Red Hot sont depuis lors retournés dans ce fameux manoir « hanté » pour y enregistrer l'album Stadium Arcadium sorti en mai 2006.